# Alenka Čebašek
Alenka Čebašek (Kranj, 24 aprile 1989) è una fondista slovena.

## Biografia
Attiva in gare FIS dal gennaio del 2006, la Čebašek ha esordito in Coppa del Mondo il 19 dicembre 2009 a Rogla (56ª) e ai Campionati mondiali a Oslo 2011, dove si è classificata 46ª nella 10 km e 19ª nella sprint; ai successivi Mondiali della Val di Fiemme 2013 è stata 42ª nella 10 km, 37ª nella sprint e 14ª nella staffetta.
Ai XXII Giochi olimpici invernali di Soči 2014, suo esordio olimpico, si è piazzata 30ª nella 10 km, 17ª nella sprint, 9ª nella sprint a squadre e 10ª nella staffetta; ai Mondiali di Lahti 2017 è stata 18ª nella sprint, 38ª nello skiathlon e 13ª nella staffetta.
Ai XXIII Giochi olimpici invernali di Pyeongchang 2018 si è classificata 12ª nella 10 km, 30ª nella sprint, 6ª nella sprint a squadre e 8ª nella staffetta; nella stagione successiva ai Mondiali di Seefeld in Tirol è stata 27ª nella sprint, 36ª nello skiathlon e 9ª nella staffetta.

## Palmarès

### Coppa del Mondo
- Miglior piazzamento in classifica generale: 34ª nel 2019